# Paradaphoenus
A Paradaphoenus az emlősök (Mammalia) osztályának ragadozók (Carnivora) rendjébe, ezen belül a fosszilis medvekutyafélék (Amphicyonidae) családjába és a Daphoeninae alcsaládjába tartozó nem.

## Tudnivalók
A Paradaphoenus-fajok Észak-Amerika területén fordultak elő, a kora oligocéntól egészen a középső miocénig, azaz 33,3-15,97 millió évvel ezelőtt. Maradványaikat az Amerikai Egyesült Államokhoz tartozó Dél-Dakota, Nebraska és Oregon államokban találták meg.
Ezt az emlősnemet legelőször 1899-ben, Wortman és Matthew írták le, nevezték meg és sorolták be a medvekutyafélék közé. 1988-ban Carroll a családon belül a Daphoeninae alcsaládba is belehelyezte; a Paradaphoenus idetartozását 1998-ban Hunt megerősítette és 2001-ben újra megerősítette.
1988-ban, Legendre és Roth őslénykutatók 1,89 kilogrammos testtömegűnek becsültek egy példányt miután azt alaposan megvizsgálták.

## Rendszerezés
A nembe az alábbi 3 faj tartozik:
- Paradaphoenus cuspigerus Cope 1878
- Paradaphoenus minimus Hough 1948
- Paradaphoenus tooheyi Hunt, Jr. 2001

## Fordítás
- Ez a szócikk részben vagy egészben  a   Paradaphoenus című angol Wikipédia-szócikk ezen változatának fordításán alapul.  Az eredeti cikk szerkesztőit annak laptörténete sorolja fel. Ez a jelzés csupán a megfogalmazás eredetét és a szerzői jogokat jelzi, nem szolgál a cikkben szereplő információk forrásmegjelöléseként.